# Hradec nad Moravicí
Město Hradec nad Moravicí (německy Grätz, polsky Grodziec) leží v okrese Opava a nachází se v jedné ze tří historických zemí Česka – Slezsku. Žije zde přibližně 5 500 obyvatel.
Ve vzdálenosti 9 km severně leží statutární město Opava, 12 km jihozápadně město Vítkov a 14 km jihovýchodně město Bílovec. Městem protéká řeka Moravice, která pramení ve Velkém kotli v Hrubém Jeseníku. Městem protéká také menší říčka zvaná Hradečná, pramenící v blízkosti obce Lesní Albrechtice, která se vlévá do Moravice jako její pravý přítok.
Z geomorfologické charakteristiky leží město Hradec nad Moravicí v Jesenické oblasti, celku Nízký Jeseník, podcelku Vítkovská vrchovina spadající pod Českou vysočinu. Ta směrem k Opavě přechází v Opavskou pahorkatinu, která je geomorfologickým celkem Středoevropské nížiny. Na řešeném území se nachází na západě Melčská vrchovina a na východě Heřmanická vrchovina. V jižní části města se nacházejí maloplošná zvláště chráněná území Údolí Moravice a Kaluža. Nejvyšší nadmořská výška území města činí 519 m n. m., této výšky dosahuje Přední kopec, nejnižší nadmořské výšky přibližně 277 m n. m. dosahuje terén v místě, kde Moravice opouští území města.

## Historie
První písemná zmínka o obci pochází z roku 1060. Po smrti Přemysla Otakara II. zde sídlila jeho vdova Kunhuta spolu se svým milencem Závišem z Falkenštejna. Hradcem nad Moravicí se prohnalo i husitské vojsko, jež zde má pod městským hřbitovem i malý památník. Během Třicetileté války se zde nacházela mincovna, která razila falešné mince. V roce 1806 pobýval na své první návštěvě během července až října v obci na zámku u Lichnovských německý hudební skladatel Ludwig van Beethoven. Lichnovští byli také posledními šlechtici, kteří vlastnili zdejší zámek. Po Mnichovské dohodě připadl převážně německý Hradec k Třetí říši, osvobozen byl až ke konci dubna 1945. Po druhé světové válce došlo i zde k vysídlení německého obyvatelstva a k Hradci bylo definitivně připojeno Podolí. Krátce se poté ještě užíval název Hradec u Opavy, v roce 1972 však byl přijat název Hradec nad Moravicí.

## Části města
- Hradec nad Moravicí
- Benkovice
- Bohučovice
- Domoradovice
- Filipovice
- Jakubčovice
- Kajlovec
- Žimrovice

Od 1. ledna 1975 do 31. prosince 1993 k městu patřila i Branka u Opavy.

## Dopravní situace
Hradcem nad Moravicí prochází silnice I/57, která vede až na Slovensko. Tato silnice navíc slouží i jako přivaděč na dálnici D1. V minulosti se několikrát uvažovalo o rozšíření silnice, neboť přes Hradec projíždí denně velké množství automobilů. Díky jeho poloze a postavení menšího centra přes Hradec vede řada autobusových linek a dále sem vede i lokální železniční trať z Opavy (vlakem sem cestují v hojném počtu turisté, mířící na zdejší zámek). V minulosti bylo zdejší nádraží hodně využíváno, protože se zde překládaly na vlak papírové výrobky ze žimrovické papírny, dnes však roli železnice převzala nákladní automobilová doprava.[zdroj?]

## Průmysl
Z dalších odvětví zde působí pila Carman-wood, kamenolomy Kajlovec "Tisová" a Bohučovice a žimrovické papírny Smurfit Kappa.

## Sport
V Hradci nad Moravicí sídlí sportovní klub TJ Hradec nad Moravicí, který provozuje fotbalové a např. i volejbalové družstvo. Fotbalový klub hrál donedávna krajský přebor Moravskoslezského kraje, nyní však místní mužstvo nastupuje až v okresním přeboru.
Dále se zde nachází tenisový oddíl, mající v těsném blízkosti fotbalového hřiště několik tenisových kurtů.
Z volnočasových prostor stojí za zmínku areál s krytou tenisovou halou, plážovými kurty či posilovnou, nacházející se v těsné blízkosti městského koupaliště.
Městem též prochází Turistická trasa E3, za dostatečné sněhové pokrývky lze využít běžkařské trasy. Podél řeky prochází cyklotrasa Opava-Radegast.

## Kultura
Na moravickohradeckém zámku se každoročně od roku 1960 koná festival vážné hudby Beethovenův Hradec.
Každý rok začátkem dubna se zde koná tzv. "otevírání jara", kdy zároveň začíná turistická sezóna pro zdejší zámek.
V létě se na Pivovarské ulici provozuje letní kino Orion.
Od roku 2014 se v zámeckém parku koná Hradecký slunovrat, ten se v posledních letech předhání v návštěvnosti s srpnovou místní lokalizací Hradů.cz.

### Městská knihovna Hradec nad Moravicí
Městská knihovna Hradec nad Moravicí je příspěvková organizace s právní subjektivitou, jejím zřizovatelem je od roku 2005 město Hradec nad Moravicí. Knihovna je členem profesního sdružení SKIP. Základním posláním Městské knihovny Hradec nad Moravicí je poskytování informačních a knihovnických služeb občanům města, studentům i návštěvníkům Hradce nad Moravicí. Knihovna plní své poslání na celém území města Hradec nad Moravicí. Pro menšíc obce v okolí města MK Hradec nad Moravicí vykonává jakožto pověřená knihovna služby v rámci regionálních funkcí. Ty jsou v plné výši financovány Moravskoslezským krajem.

## Pamětihodnosti
- Bezručova vyhlídka
- Dělostřelecké opevnění tzv. Šance na kopcích Hanuše a Kalvárie
- Kaple svatého Jana Nepomuckého na Podolí
- Kaplička v Pivovarské ulici
- Kostel svatého Jakuba na hřbitově
- Kostel svatého Petra a Pavla na Městečku
- Medvědí skála
- Městské opevnění
- tzv. Slezská kalvárie – Křížová cesta na kopci Kalvárie
- Weisshuhnova papírna
- Zámek v Hradci nad Moravicí

## Slavní rodáci
- Vít Slíva, básník
- Kurt Gebauer, sochař

## Další známé osobnosti
S Hradcem nad Moravicí jsou spjaté i další významné osobnosti, které zde sehrály důležitou roli.
- Vincenc Havel, akademický sochař, který od roku 1947 až do své smrti žil v Hradci nad Moravicí.[11]
- Carl Weisshuhn – zakladatel papíren v Žimrovicích
- Vladimír Terš, akademický malíř a restaurátor

## Zajímavosti
Dne 28. března 2014 hostil moravickohradecký zámek Mistrovství Moravskoslezského kraje v nočním orientačním běhu.

## Partnerská města
- Baborów, Polsko
- Liptovský Hrádok, Slovensko

## Galerie

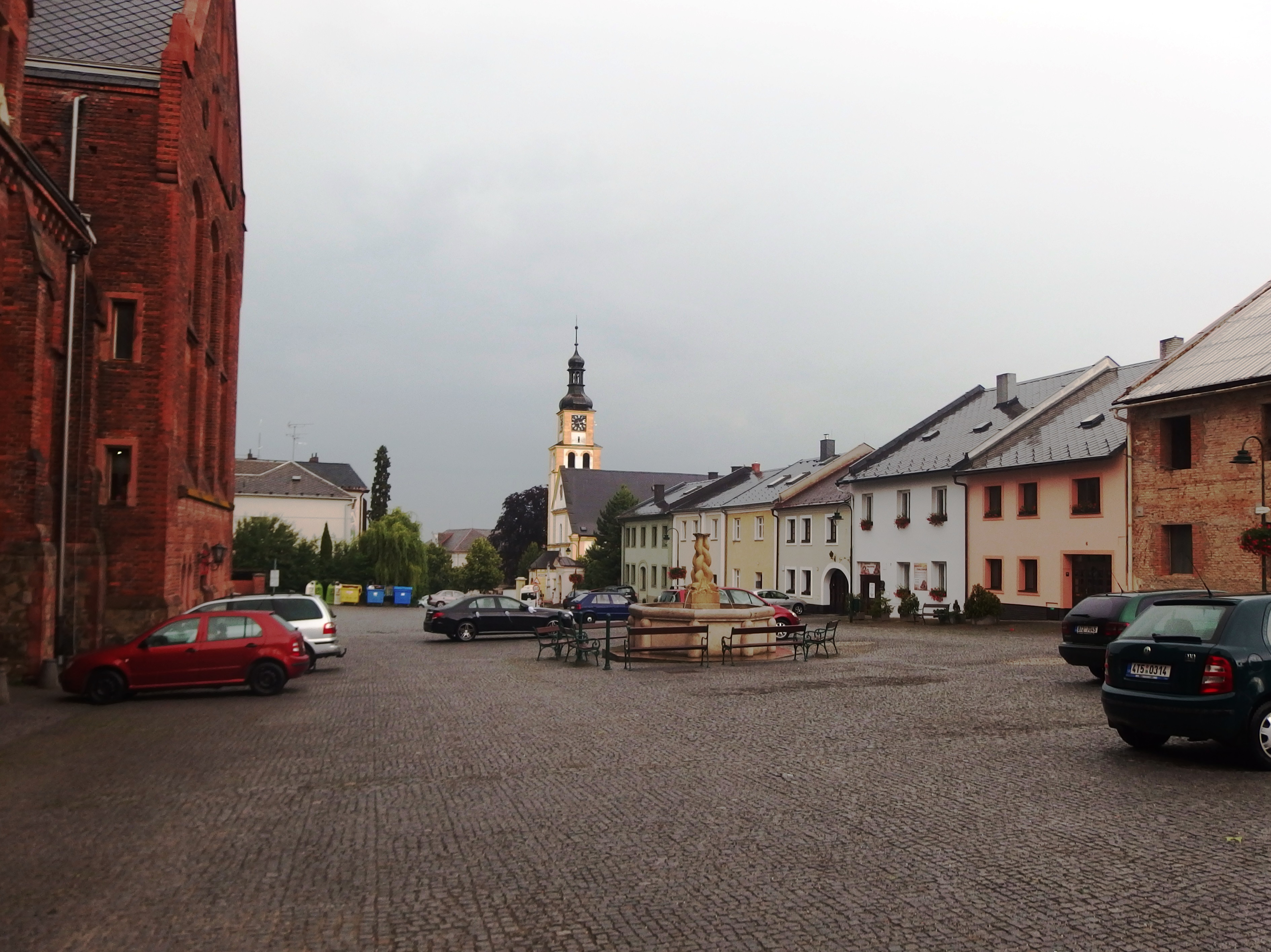
Náměstí zvané Městečko
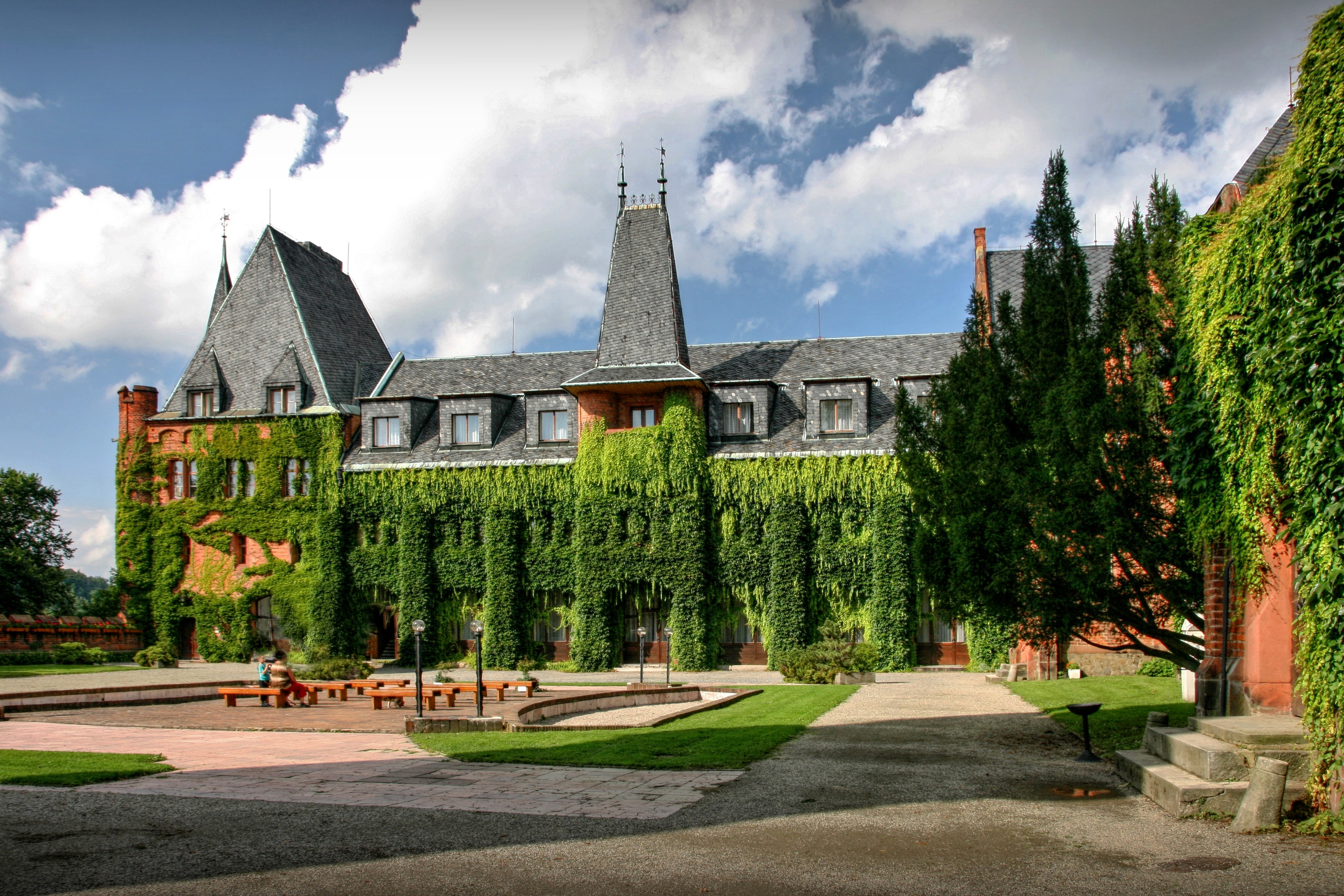
Nádvoří Červeného zámku
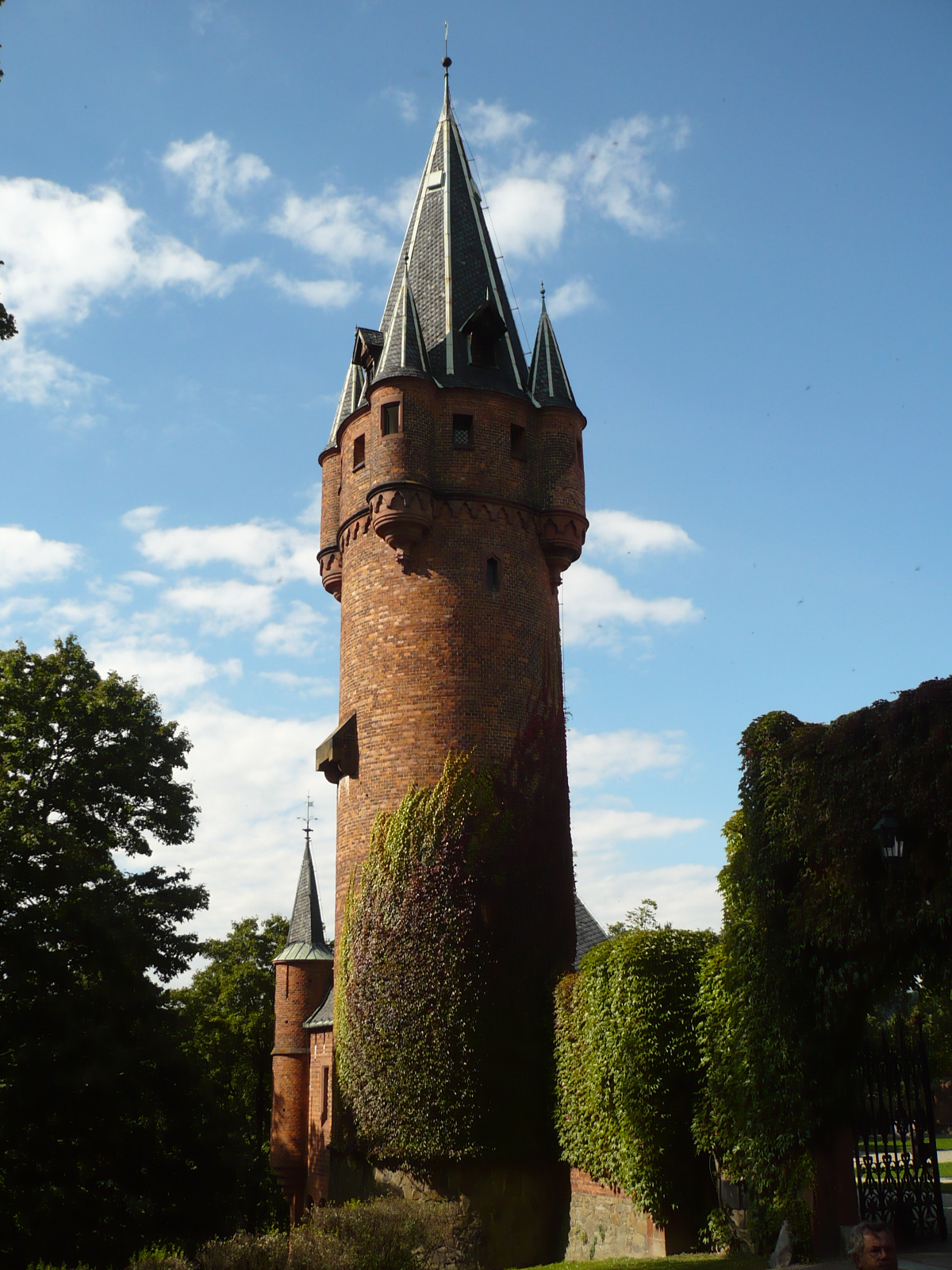
Hodinová věž
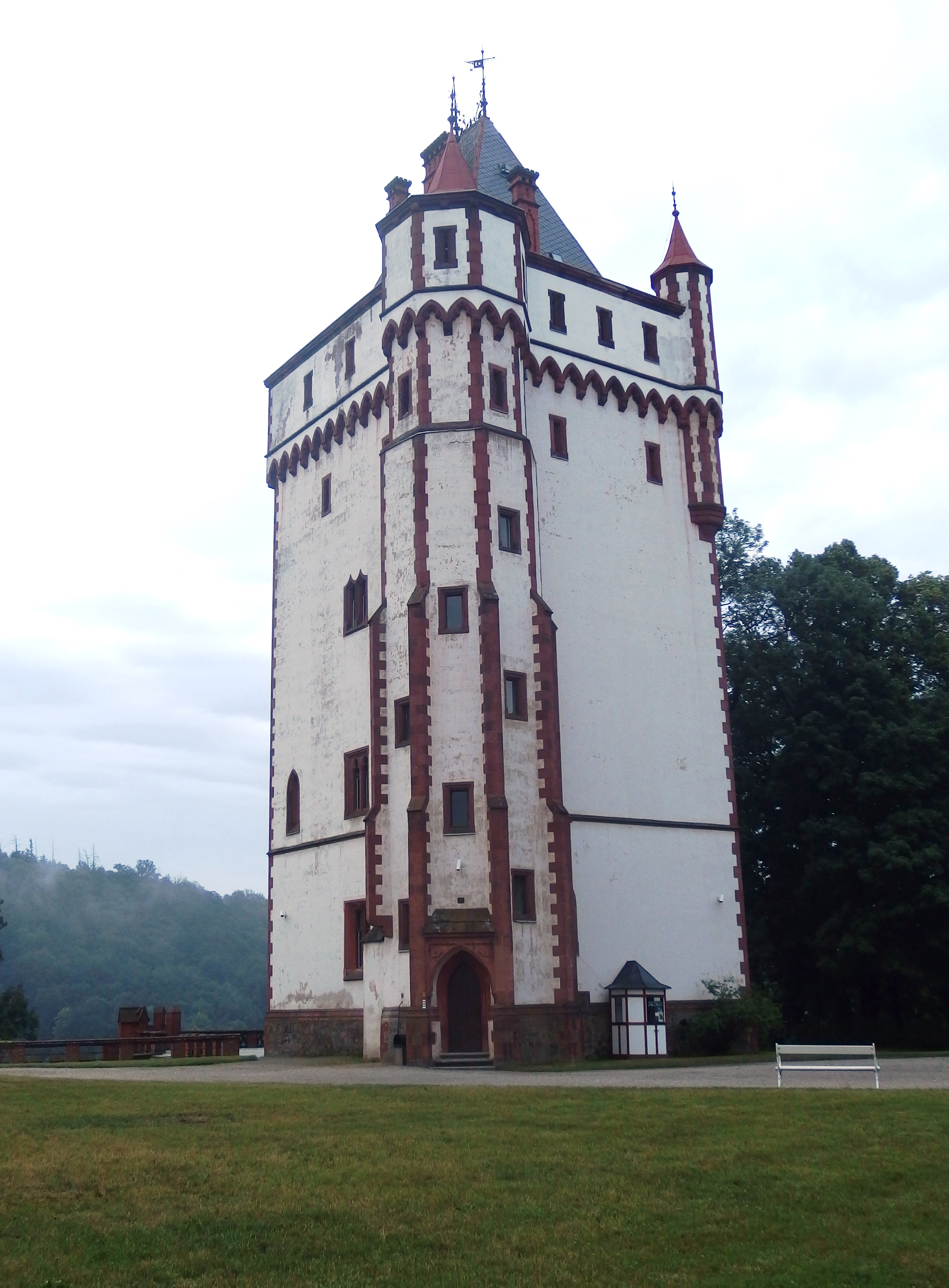
Bílá věž
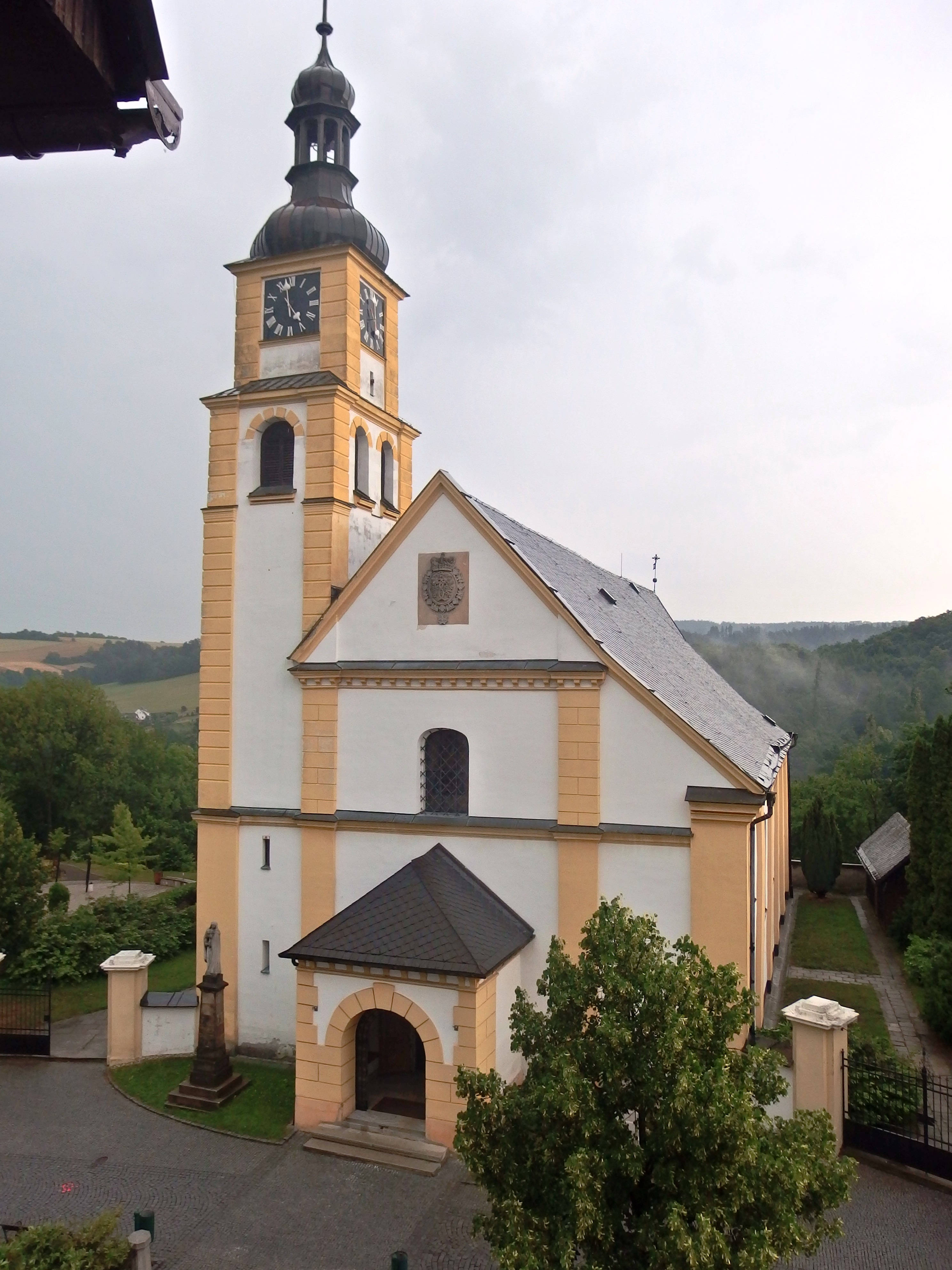
Kostel sv. Petra a Pavla
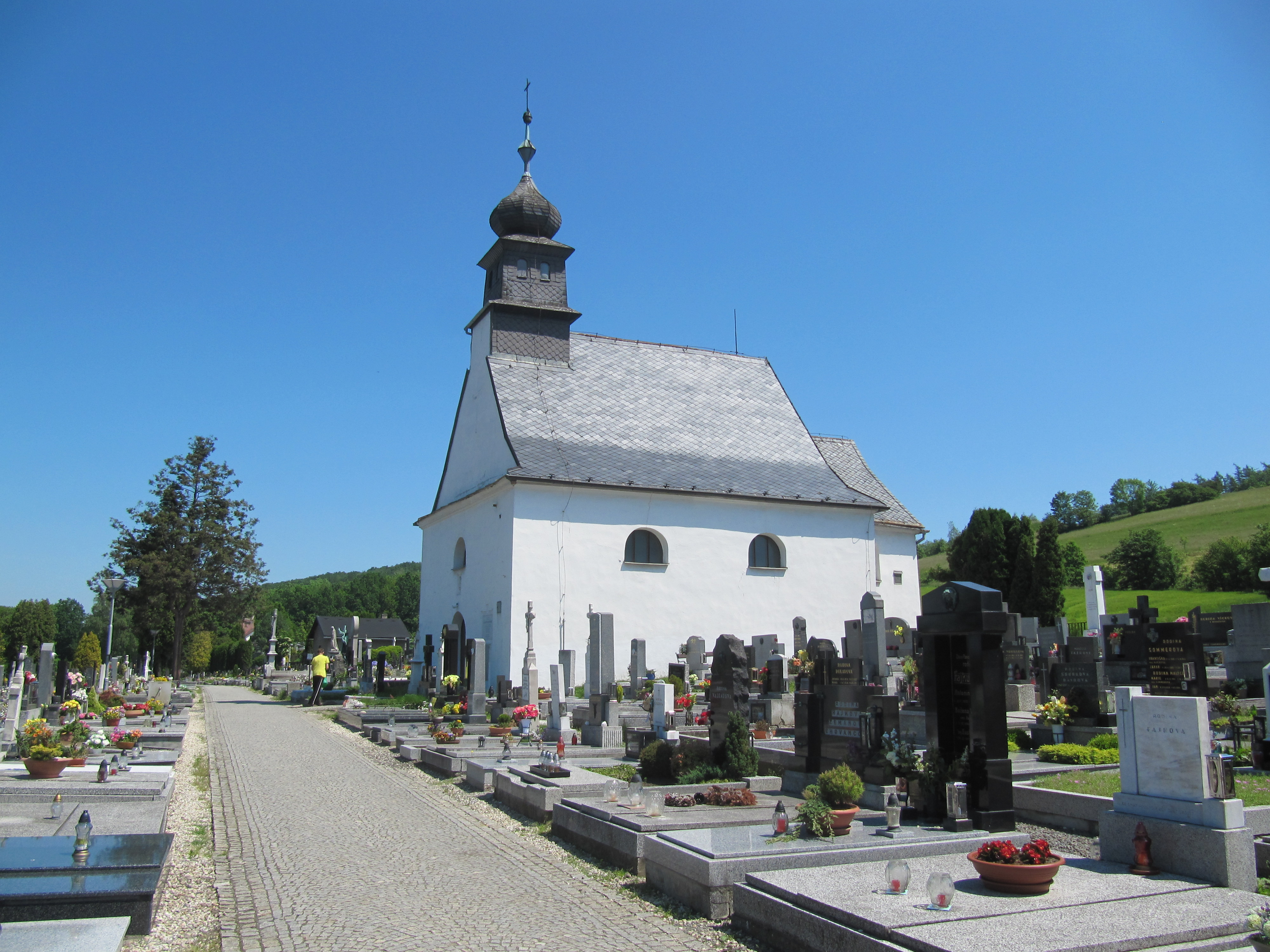
Hřbitovní kaple svatého Jakuba apoštola
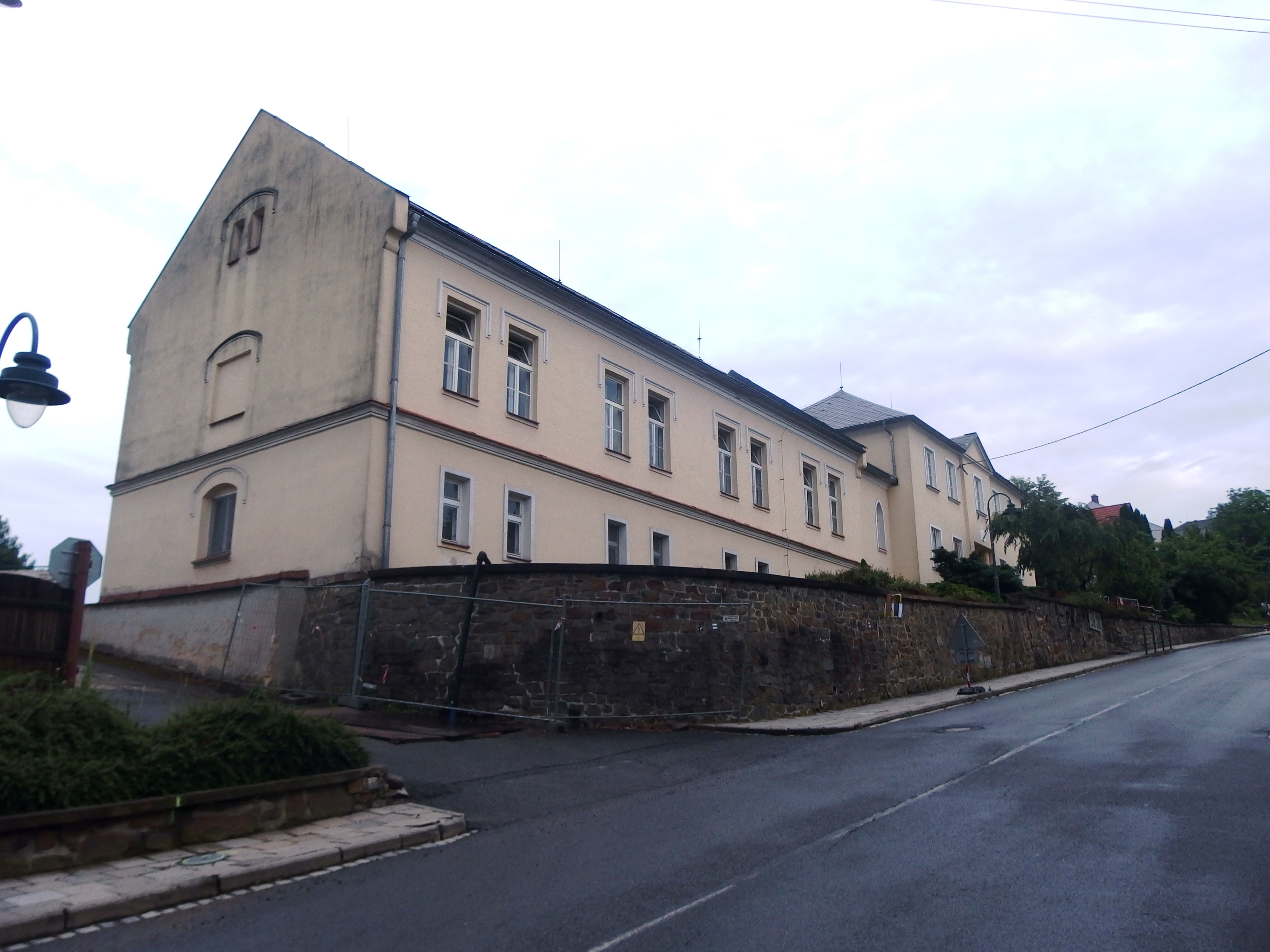
Církevní ZŠ svaté Ludmily
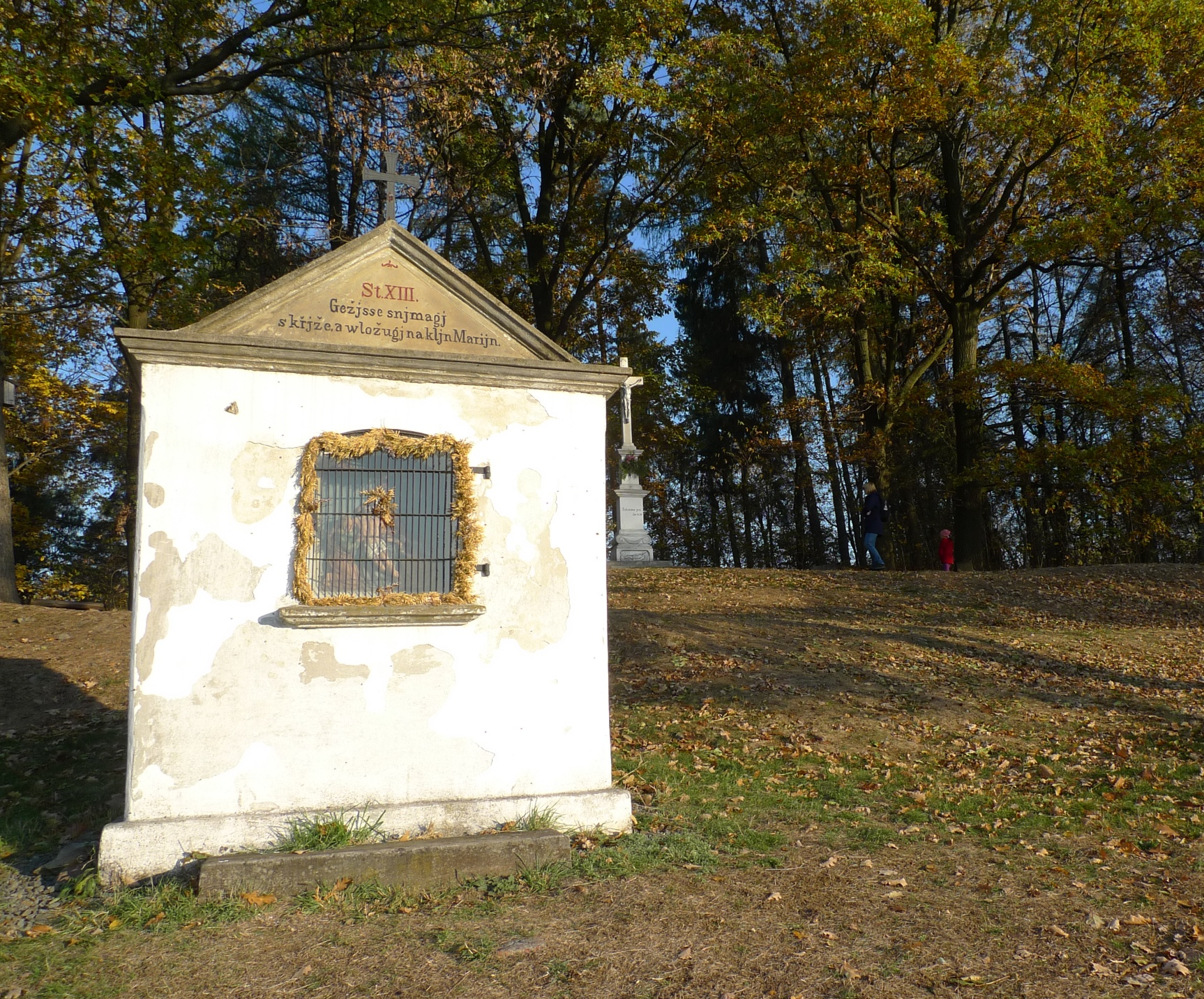
Slezská kalvárie
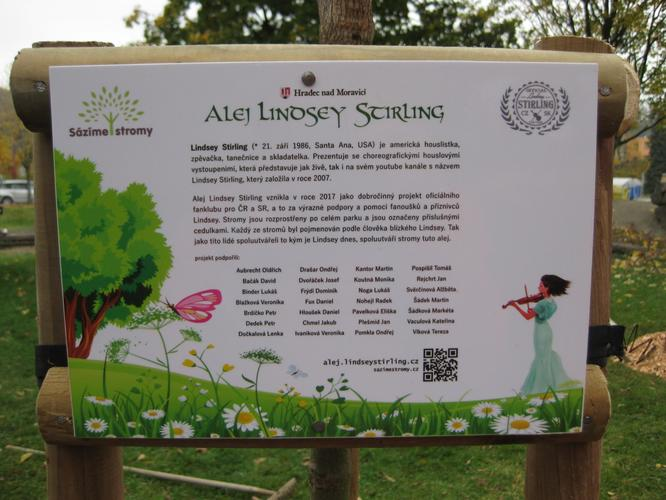
Alej Lindsey Stirling
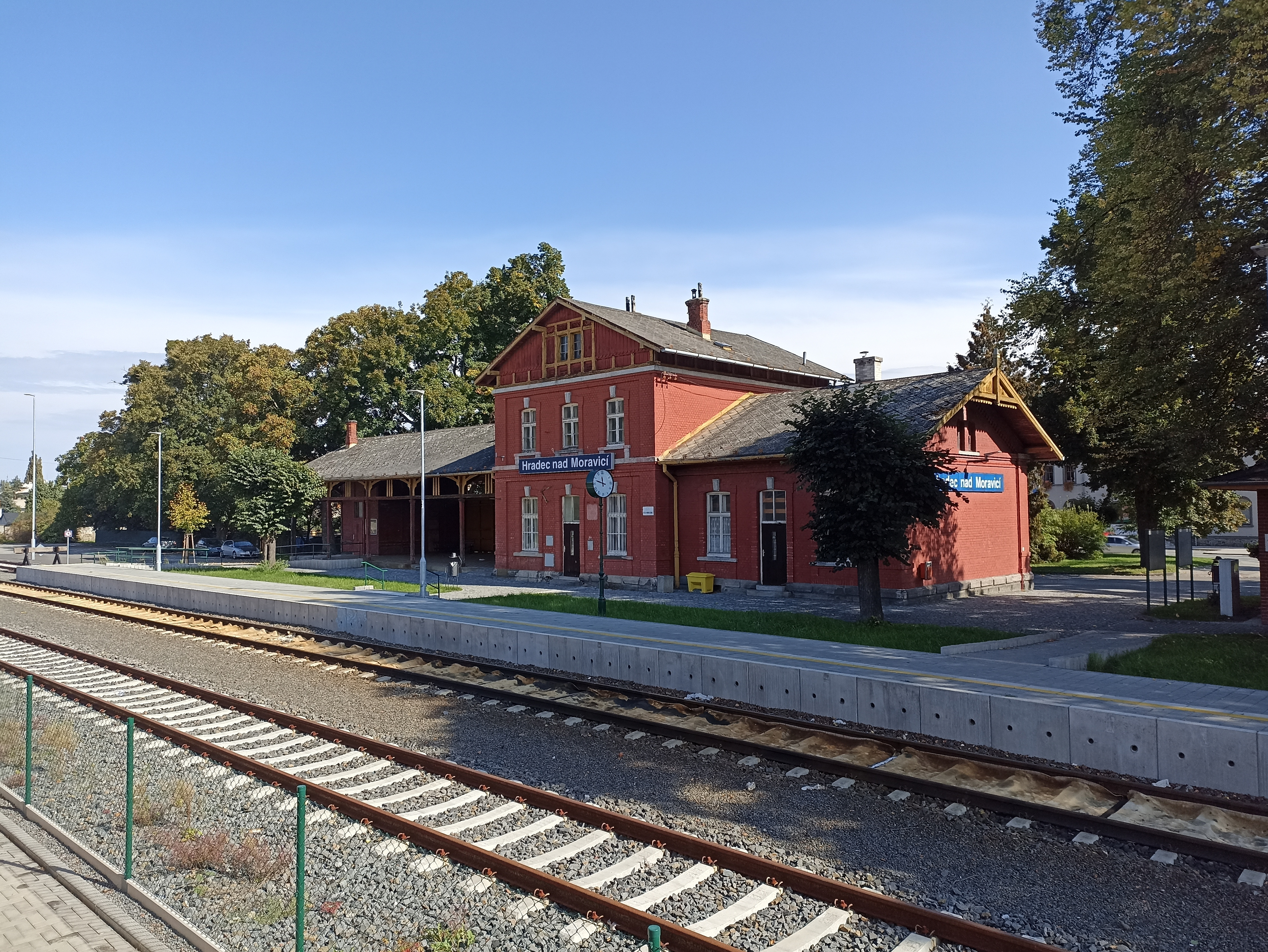
Železniční stanice